# Halowe Mistrzostwa Europy w Lekkoatletyce 1982 – skok w dal mężczyzn
Skok w dal mężczyzn – jedna z konkurencji technicznych rozgrywanych podczas halowych lekkoatletycznych mistrzostw Europy w Palasport di San Siro w Mediolanie. Rozegrano od razu finał 7 marca 1982. Zwyciężył reprezentant Niemieckiej Republiki Demokratycznej Henry Lauterbach. Tytułu zdobytego na poprzednich mistrzostwach nie obronił Rolf Bernhard ze Szwajcarii, który tym razem zdobył srebrny medal.

## Rezultaty

### Finał
Rozegrano od razu finał, w którym wzięło udział 13 skoczków.

Opracowano na podstawie materiału źródłowego.
| Miejsce | Zawodnik             | Wynik |
| ------- | -------------------- | ----- |
| 1       | Henry Lauterbach     | 7,86  |
| 2       | Rolf Bernhard        | 7,83  |
| 3       | Giovanni Evangelisti | 7,83  |
| 4       | Jan Leitner          | 7,82  |
| 5       | László Szalma        | 7,78  |
| 6       | Marco Piochi         | 7,76  |
| 7       | Ronald Desruelles    | 7,75  |
| 8       | Atanas Czoczew       | 7,64  |
| 9       | René Gloor           | 7,49  |
| 10      | Antonio Corgos       | 7,48  |
| 11      | Aleksandr Bieskrowny | 7,46  |
| 12      | Anders Hoffström     | 7,45  |
| 13      | Denis Pinabel        | 7,42  |